# San Venanzo
San Venanzo é uma comuna italiana da região da Umbria, província de Terni, com cerca de 2.282 habitantes. Estende-se por uma área de 169 km², tendo uma densidade populacional de 14 hab/km². Faz fronteira com Ficulle, Fratta Todina (PG), Marsciano (PG), Monte Castello di Vibio (PG), Montegabbione, Orvieto, Parrano, Piegaro (PG), Todi (PG).

## Demografia
| Variação demográfica do município entre 1861 e 2011                               |
|                                                                                   |
| Fonte: Istituto Nazionale di Statistica (ISTAT) - Elaboração gráfica da Wikipedia |